# Joan Riba i Aurich
Joan Riba i Aurich va ser un compositor i organista català, mestre de Sant Joan de les Abadesses durant el segle xix. Es conserva una obra seva al fons musical Ramon Florensa i Candàlia (TagF) de l'Arxiu Comarcal de l’Urgell.